# Paulin Guérin
Jean-Baptiste Paulin Guérin, född den 25 mars 1783 i Toulon, död den 19 januari 1855 i Paris, var en fransk målare.
Guérin gjorde sig känd genom historiemålningar: Kain efter Abels mord (1812), Odysseus i strid med Poseidon (1824), Adam och Eva drivs ur paradiset (1827, museet i Toulon) med flera, och framför allt genom lyckade porträtt: Bonaparte som general (en berömd miniatyr), Ludvig XVIII, Karl X med flera.